# Drapeau du Languedoc-Roussillon
Le drapeau du Languedoc-Roussillon est composé à partir de la croix occitane et du blason de la Couronne d'Aragon. Il n'est toutefois pas utilisé par le Conseil régional de Languedoc-Roussillon, qui utilise les drapeaux occitan et de la Couronne d'Aragon.